# Brahmacharya
Brahmacharya (sanskrit IAST : brahmacarya ; devanāgarī: ब्रह्मचर्य ; pali : brahmacariya) signifie « étude du Veda, apprentissage de la science sacrée » ou « vie pure (chaste) ». C'est le premier stade de la vie brahmanique (āśrama) qui implique la pratique des cinq vertus morales (yama).
Traditionnellement, cette vie implique de suivre un enseignant spirituel sous l'autorité duquel le brahmacārin (étudiant brahmanique) pratique un strict célibat, une vie de restrictions morales et de dévotion à la méditation. Bien que faisant partie du mode de vie hindou il est aussi un pivot des traditions shramaniques du bouddhisme et du jaïnisme.

## Origine
Le mot brahmacarya est constitué de deux composants :
1. Brahman désigne le Verbe, le sacré, le sacerdoce mais aussi l'Absolu, l'Être ou Principe suprême indifférencié ou encore le Dieu comme l'Essence ou le substrat du Tout[2].
2. carya provenant de 'car' - "aller", "se livrer à", "faire". Le mot 'carya' peut être traduit par une activité, comportement, une vie 'vertueuse'.

Donc le mot brahmacarya indique une vie en conformité avec les principes de réalisation les plus profonds de Brahma.

## Dans l'hindouisme
Pour Jean Herbert, « l’injonction de continence (brahmacharya), sur laquelle insistent tous les moralistes hindous, n’a pas seulement, comme on pourrait s’y attendre, un caractère moral. Elle procède aussi, et peut-être surtout, de conceptions physiologiques nettement déterminées. Pour les hindous, en effet, la force (ojas) que l’être humain dépense dans l’activité sexuelle, en pensées et en actes, est précisément la même qui, autrement dirigée, permet le progrès spirituel. »
Néanmoins, Jean Varenne précise que, en ce qui concerne le brahmachaya, comme le prouvent les Upanishads, « dans le Yoga il s'agit surtout de se libérer de l'esclavage de l'instinct car certaines pratiques sexuelles peuvent être utilisées. »
Ainsi, on peut lire dans une Upanishad :

« I-13. Prajapati est le jour et la nuit, en vérité. Son jour, c'est le souffle de vie, sa nuit, c'est la matière. Aussi ceux qui s'adonnent à l'acte sexuel durant le jour gaspillent-ils leur souffle de vie ; la pratique de l'étudiant en Brahman (brahmacharin) est de s'adonner à l'acte sexuel durant la nuit. (...) I-16. A ceux qui sont purs, sans duplicité, ni fausseté, ni illusion, appartient le monde de Brahma. »

— Prashna Upanishad (« Upanishad du questionnement »), quatrième Upanishad du canon Muktika, appartenant à l'Atharva Veda et classée comme Upanishad majeure.
Le brahmacharya n'est pas réservé à l'étudiant célibataire, mais concerne aussi l'homme marié, ou vivant dans le monde  ; cela est confirmé par le Yogayājñavalkyam, célèbre traité technique précisant le contenu des différents éléments constituant l'éthique du yoga :

« Selon la tradition, la recherche de l'essentiel [brahmacharya] consiste aussi à rencontrer son épouse en vue de préserver le bien ! Cette qualité d'être existe donc aussi chez ceux qui mènent le genre de vie séculier ! »

— Yājñavalkya.

### Hatha-yoga
Dans l'hindouisme, la jouissance (gustative, sexuelle, etc.) n'est pas vue comme libératrice (si tel était le cas, il suffirait d'éprouver un plaisir pour atteindre le moksha, la « délivrance » des réincarnations), mais n'est pas condamné en soi (les kama-sutra, ouvrages brahmaniques, sont là pour éclairer sur les vertus et les dangers de l'éros). Dans le hatha yoga, qui inclut des techniques tantriques (techniques de méditations au sens large) en son sein, où Shiva (conscience passive immuable) et Shakti (nature dynamique incréée et indestructible) sont unis à jamais, on peut lire des pratiques où le brahmacharya est préservé au sein de l'acte même, ce qui a participé « fortement à la glorification de l'union conjugale si caractéristique de la société indienne » .
Dans le Hatha-Yoga-Pradîpikâ, il est décrit en ces termes :

« 93. Après l'union selon la méthode vajrolî [absence de perte de l'énergie créatrice masculine et féminine], l'homme et la femme doivent [s'] oindre leur corps [de cendres mêlées à de l'eau et consacrées, cendres provenant de la calcination de bouse de vache ] et demeurer assis dans un état de bonheur, aussitôt que l'acte est terminé. 94. Ceci est proclamé sahajolî, et mérite toujours la confiance des yogin. Ce yoga bénéfique, bien qu'accompagné par la jouissance, apporte la libération. 95. Ce yoga est mené à bien par des hommes vertueux, résolus, qui possèdent la vision de la Réalité, et sont exempts de malveillance. Il ne peut être accompli par les tempéraments envieux. »

De plus, si une femme préserve son propre rajas grâce au vajrolî, aspirant « par une contraction habile le  bindu masculin », elle peut être considérée comme étant une yoginî .

## Dans le bouddhisme
Le terme s'applique à la vie du moine ou au laïc qui se consacre au Dharma et qui suit les huit préceptes de morale (sikkhā-pada).

## Dans le Jaïnisme

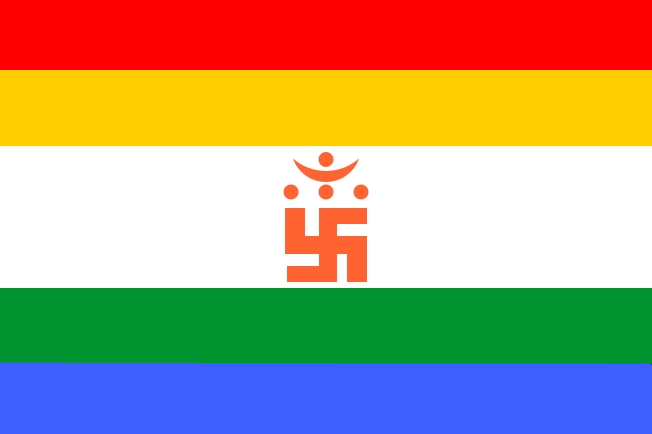

Dans cette religion, le sens est quelque peu différent; brahmacharya est synonyme de célibat et fait partie des cinq vœux principaux suivis par les moines jaïns. Ces vœux sont regroupés sous le terme de Mahavratas.
Brahmacharya se traduit par : marchant à travers l'âme. Les plaisirs telles des pâtisseries sont aussi déconseillés par le jaïnisme de la caste des Agarwal (adeptes murti pajak shvetambara).

Selon Mahavira :

« L'âme est le Brahman. Brahmacarya n'est donc rien d'autre que la conduite spirituelle de l'ascète concernant l'âme, qui a rompu sa relation avec un corps étranger. »

— Mahavira, Bhagavati Aradhana, 877